# Campeonato Mundial de Clubes de Voleibol Feminino de 2017
O Campeonato Mundial de Clubes de Voleibol Feminino de 2017 foi a décima primeira edição do torneio organizado anualmente pela FIVB, realizada entre os dias 9 e 14 de maio no Green Arena Kobe, na cidade japonesa de Kobe localizado na província de  Hyōgo. A edição foi vencida  pelo time turco VakifBank Istanbul, sendo o segundo título de sua história e a MVP foi a atleta chinesa Zhu Ting.

## Formato de disputa
As oito equipes foram dispostas em dois grupos de quatro equipes cujo sorteio foi realizado. Todas as equipes enfrentaram-se dentro de seus grupos em turno único. As duas primeiras colocadas de cada grupo se classificaram para a fase semifinal, na qual enfrentaram-se em cruzamento olímpico. Também ocorreu a disputa do 5º ao 8º lugares, disputado pelas equipes que finalizaram nesta fase em terceiro e quarto lugares. Os times vencedores das semifinais enfrentaram-se na partida final, que definiu o campeão; já as equipes derrotadas nas semifinais decidiram a terceira posição.
Para a classificação dentro dos grupos na primeira fase, o placar de 3-0 ou 3-1 garantiu três pontos para a equipe vencedora e nenhum para a equipe derrotada; já o placar de 3-2 garantiu dois pontos para a equipe vencedora e um para a perdedora.

## Local dos jogos
| Todas as partidas |
| ----------------- |
| Kobe, Japão       |
| Green Arena Kobe  |
| Capacidade: 6 000 |
|                   |

## Equipes participantes
As seguintes equipes foram qualificadas ou convidadas para a disputa do Campeonato Mundial de Clubes de 2017:
| Equipe                 | País    | Qualificação                                                      |
| ---------------------- | ------- | ----------------------------------------------------------------- |
| Hisamitsu Springs Saga | Japão   | Representante da Cidade-Sede                                      |
| NEC Red Rockets        | Japão   | Campeão do Campeonato Asiático de Clubes de 2016                  |
| Rexona-Sesc Rio        | Brasil  | Campeão do Campeonato Sul-Americano de Clubes de 2017             |
| VakifBank Istanbul     | Turquia | Campeão da Liga dos Campeões da Europa de 2016-17                 |
| Eczacibaši VitrA       | Turquia | Convidado, Campeão do Campeonato Mundial de Clubes de 2016        |
| Vôlei Nestlé Osasco    | Brasil  | Convidado, Campeão do Campeonato Mundial de Clubes de 2012        |
| Voléro Zurich          | Suíça   | Convidado, Terceiro lugar do Campeonato Mundial de Clubes de 2015 |
| Dínamo Moscou          | Rússia  | Convidado, Campeão da Superliga A Russa 2015-16                   |

## Primeira fase
A  FIVB divulgou em 28 de abril de 2017 o resultado do sorteio de grupos e a tabela de jogos.
- Todos as partidas no horário das Kobe (UTC+09:00).

|  | Qualificados para as semifinais |
|  | Disputa do 5º ao 8º lugares     |

### Grupo A[8]
Classificação
|     |                        |     | Jogos | Jogos | Jogos | Pontos | Pontos | Pontos | Sets | Sets | Sets  |
| Pos | Equipe                 | Pts | T     | V     | D     | V      | P      | R      | V    | P    | R     |
| --- | ---------------------- | --- | ----- | ----- | ----- | ------ | ------ | ------ | ---- | ---- | ----- |
| 1   | VakifBank Istanbul     | 9   | 3     | 3     | 0     | 245    | 191    | 1.283  | 9    | 1    | 9,000 |
| 2   | Rexona-Sesc Rio        | 6   | 3     | 2     | 1     | 265    | 267    | 0.993  | 7    | 5    | 1.400 |
| 3   | Dínamo Moscou          | 3   | 3     | 1     | 2     | 228    | 221    | 1.032  | 4    | 6    | 0.667 |
| 4   | Hisamitsu Springs Saga | 0   | 3     | 0     | 3     | 186    | 245    | 0.759  | 1    | 9    | 0.111 |

Resultados
| 9 de maio de 2017 10ː10 P2 P3 AQ | Dínamo Moscou | 0 — 3             | VakifBank Istanbul | Green Arena Kobe Público: 400 Árbitro(s): CHN Jiang Liu BRA Anderson Caçador |
| 9 de maio de 2017 10ː10 P2 P3 AQ | 22 19 18      | Set 1 Set 2 Set 3 | 25                 | Green Arena Kobe Público: 400 Árbitro(s): CHN Jiang Liu BRA Anderson Caçador |

| 9 de maio de 2017 19ː10 P2 P3 AQ | Hisamitsu Springs Saga | 1 — 3                   | Rexona-Sesc Rio | Green Arena Kobe Público: 1100 Árbitro(s): DOM Yuri R. Ramirez Ortiz KOR Joo-Hee Kang |
| 9 de maio de 2017 19ː10 P2 P3 AQ | 16 25 16 21            | Set 1 Set 2 Set 3 Set 4 | 25 20 25        | Green Arena Kobe Público: 1100 Árbitro(s): DOM Yuri R. Ramirez Ortiz KOR Joo-Hee Kang |

| 10 de maio de 2017 12ː55 P2P3AQ | Rexona-Sesc Rio | 1 — 3                   | VakifBank Istanbul | Green Arena Kobe Público: 600 Árbitro(s): JPN Shin Muranaka CHN Jiang Liu |
| 10 de maio de 2017 12ː55 P2P3AQ | 17 15 25 15     | Set 1 Set 2 Set 3 Set 4 | 25 20 25           | Green Arena Kobe Público: 600 Árbitro(s): JPN Shin Muranaka CHN Jiang Liu |

| 10 de maio de 2017 19ː10 P2P3AQ | Hisamitsu Springs Saga | 0 — 3             | Dínamo Moscou | Green Arena Kobe Público: 800 Árbitro(s): EUA Patricia Rolf ITA Fabrizio Saltalippi |
| 10 de maio de 2017 19ː10 P2P3AQ | 9 19 20                | Set 1 Set 2 Set 3 | 25            | Green Arena Kobe Público: 800 Árbitro(s): EUA Patricia Rolf ITA Fabrizio Saltalippi |

| 12 de maio de 2017 09ː40 P2P3AQ | Dínamo Moscou | 1 — 3                   | Rexona-Sesc Rio | Green Arena Kobe Público: 400 Árbitro(s): DOM Yuri R. Ramirez Ortiz JPN Shin Muranaka |
| 12 de maio de 2017 09ː40 P2P3AQ | 23 25 23      | Set 1 Set 2 Set 3 Set 4 | 25 23 25        | Green Arena Kobe Público: 400 Árbitro(s): DOM Yuri R. Ramirez Ortiz JPN Shin Muranaka |

| 12 de maio de 2017 18ː10 P2P3AQ | VakifBank Istanbul | 3 — 0             | Hisamitsu Springs Saga | Green Arena Kobe Público: 3000 Árbitro(s): RUS Andrey Zenovich BRA Anderson Caçador |
| 12 de maio de 2017 18ː10 P2P3AQ | 25                 | Set 1 Set 2 Set 3 | 17 21 22               | Green Arena Kobe Público: 3000 Árbitro(s): RUS Andrey Zenovich BRA Anderson Caçador |

### Grupo B[8]
Classificação
|     |                     |     | Jogos | Jogos | Jogos | Pontos | Pontos | Pontos | Sets | Sets | Sets  |
| Pos | Equipe              | Pts | T     | V     | D     | V      | P      | R      | V    | P    | R     |
| --- | ------------------- | --- | ----- | ----- | ----- | ------ | ------ | ------ | ---- | ---- | ----- |
| 1   | Voléro Zurich       | 9   | 3     | 3     | 0     | 229    | 195    | 1.174  | 9    | 0    | MAX   |
| 2   | Eczacibaši VitrA    | 6   | 3     | 2     | 1     | 236    | 211    | 1.118  | 6    | 4    | 1.500 |
| 3   | Vôlei Nestlé Osasco | 3   | 3     | 1     | 2     | 215    | 219    | 0.982  | 4    | 6    | 0.667 |
| 4   | NEC Red Rockets     | 0   | 3     | 0     | 3     | 171    | 226    | 0.757  | 0    | 9    | 0,000 |

Resultados
| 9 de maio de 2017 12ː55 P2P3 AQ | Voléro Zurich | 3 — 0             | Eczacibaši VitrA | Green Arena Kobe Público: 500 Árbitro(s): RUS Andreza Zenovich JPN Shin Muranaka |
| 9 de maio de 2017 12ː55 P2P3 AQ | 25 26         | Set 1 Set 2 Set 3 | 22 20 24         | Green Arena Kobe Público: 500 Árbitro(s): RUS Andreza Zenovich JPN Shin Muranaka |

| 9 de maio de 2017 15ː40 P2P3 AQ | NEC Red Rockets | 0 — 3             | Vôlei Nestlé Osasco | Green Arena Kobe Público: 450 Árbitro(s): ITA Fabrizio Saltalippi EUA Patricia Rolf |
| 9 de maio de 2017 15ː40 P2P3 AQ | 11 17 19        | Set 1 Set 2 Set 3 | 25                  | Green Arena Kobe Público: 450 Árbitro(s): ITA Fabrizio Saltalippi EUA Patricia Rolf |

| 10 de maio de 2017 10ː10 P2P3AQ | Vôlei Nestlé Osasco | 1 — 3                   | Eczacibaši VitrA | Green Arena Kobe Público: 400 Árbitro(s): KOR Joo-Hee Kang DOM Yury R.Ramirez Ortiz |
| 10 de maio de 2017 10ː10 P2P3AQ | 21 25 16 13         | Set 1 Set 2 Set 3 Set 4 | 25 20 25         | Green Arena Kobe Público: 400 Árbitro(s): KOR Joo-Hee Kang DOM Yury R.Ramirez Ortiz |

| 10 de maio de 2017 15ː40 P2 P3 AQ | NEC Red Rockets | 0 — 3             | Voléro Zurich | Green Arena Kobe Público: 600 Árbitro(s): BRA Anderson Caçador RUS Andrey Zenovich |
| 10 de maio de 2017 15ː40 P2 P3 AQ | 23 21 24        | Set 1 Set 2 Set 3 | 25 26         | Green Arena Kobe Público: 600 Árbitro(s): BRA Anderson Caçador RUS Andrey Zenovich |

| 12 de maio de 2017 12ː10 P2P3AQ | Voléro Zurich | 3 — 0             | Vôlei Nestlé Osasco | Green Arena Kobe Público: 500 Árbitro(s): CHN Jiang Liu EUA Patricia Rolf |
| 12 de maio de 2017 12ː10 P2P3AQ | 27 25         | Set 1 Set 2 Set 3 | 25 23 18            | Green Arena Kobe Público: 500 Árbitro(s): CHN Jiang Liu EUA Patricia Rolf |

| 12 de maio de 2017 14ː40 P2 P3 AQ | Eczacibaši VitrA | 3 — 0             | NEC Red Rockets | Green Arena Kobe Público: 600 Árbitro(s): ITA Fabrizio Saltalippi KOR Joo-Hee Kang |
| 12 de maio de 2017 14ː40 P2 P3 AQ | 25               | Set 1 Set 2 Set 3 | 22 16           | Green Arena Kobe Público: 600 Árbitro(s): ITA Fabrizio Saltalippi KOR Joo-Hee Kang |

## Fase final
- Horários UTC+09:00

|  | Semifinais       | Semifinais       |   |                  | Final            | Final |  |
|  |                  |                  |   |                  |                  |       |  |
|  | 13 de maio-12ː55 |                  |   |                  |                  |       |  |
|  | VakıfBank        | 3                |   |                  |                  |       |  |
|  | Eczacibaši VitrA | 1                |   |                  |                  |       |  |
|  |                  |                  |   |                  |                  |       |  |
|  |                  |                  |   |                  | 14 de maio-19ː10 |       |  |
|  |                  |                  |   |                  | VakıfBank        | 3     |  |
|  |                  | Rexona-Sesc Rio  | 0 |                  |                  |       |  |
|  |                  |                  |   |                  |                  |       |  |
|  |                  |                  |   |                  |                  |       |  |
|  |                  |                  |   |                  | Terceiro lugar   |       |  |
|  | 13 de maio-15ː40 | 13 de maio-15ː40 |   | 14 de maio-14ː40 | 14 de maio-14ː40 |       |  |
|  | Voléro Zurich    | 1                |   | Eczacibaši VitrA | 2                |       |  |
|  | Rexona-Sesc Rio  | 3                |   |                  | Voléro Zurich    | 3     |  |

## Classificação do 5º ao 8º lugar
Resultados
| 13 de maio de 2017 10ː10 P2P3AQ | Dínamo Moscou | 3 — 1             | NEC Red Rockets | Green Arena Kobe Público: 750 Árbitro(s): BRA Anderson Caçador CHN Jiang Liu |
| 13 de maio de 2017 10ː10 P2P3AQ | 25 22 25      | Set 1 Set 2 Set 3 | 15 25 15 18     | Green Arena Kobe Público: 750 Árbitro(s): BRA Anderson Caçador CHN Jiang Liu |

| 13 de maio de 2017 19ː10 P2P3AQ | Vôlei Nestlé Osasco | 3 — 0             | Hisamitsu Springs Saga | Green Arena Kobe Público: 1500 Árbitro(s): KOR Joo-Hee Kang DOM Yuri R. Ramirez Ortiz |
| 13 de maio de 2017 19ː10 P2P3AQ | 25                  | Set 1 Set 2 Set 3 | 20 21                  | Green Arena Kobe Público: 1500 Árbitro(s): KOR Joo-Hee Kang DOM Yuri R. Ramirez Ortiz |

## Semifinais

### SF1
| 13 de maio de 2017 12ː55 P2P3AQ | VakıfBank | 3 — 1                   | Eczacibaši VitrA | Green Arena Kobe Público: 700 Árbitro(s): JPN Shin Muranaka ITA Fabrizio Saltalippi |
| 13 de maio de 2017 12ː55 P2P3AQ | 25 23 25  | Set 1 Set 2 Set 3 Set 4 | 20 23 25 22      | Green Arena Kobe Público: 700 Árbitro(s): JPN Shin Muranaka ITA Fabrizio Saltalippi |

### SF2
| 13 de maio de 2017 15ː40 P2P3AQ | Voléro Zurich | 1 — 3                   | Rexona-Sesc Rio | Green Arena Kobe Público: 650 Árbitro(s): EUA Patricia Rolf RUS Andrey Zenovich |
| 13 de maio de 2017 15ː40 P2P3AQ | 13 16 25 24   | Set 1 Set 2 Set 3 Set 4 | 25 21 26        | Green Arena Kobe Público: 650 Árbitro(s): EUA Patricia Rolf RUS Andrey Zenovich |

## Sétimo lugar
Resultados
| 14 de maio de 2017 15ː15 P2 P3 AQ | NEC Red Rockets | 3 — 0             | Hisamitsu Springs Saga | Green Arena Kobe Público: 2400 Árbitro(s): RUS Andrey Zenovich BRA Anderson Caçador |
| 14 de maio de 2017 15ː15 P2 P3 AQ | 25              | Set 1 Set 2 Set 3 | 16 23 22               | Green Arena Kobe Público: 2400 Árbitro(s): RUS Andrey Zenovich BRA Anderson Caçador |

## Quinto lugar
Resultados
| 14 de maio de 2017 09ː40 P2P3AQ | Dínamo Moscou | 3 — 1                   | Vôlei Nestlé Osasco | Green Arena Kobe Público: 600 Árbitro(s): DOM Yuri R. Ramirez Ortiz KOR Joo-Hee Kang |
| 14 de maio de 2017 09ː40 P2P3AQ | 22 25 27 25   | Set 1 Set 2 Set 3 Set 4 | 25 19 25 18         | Green Arena Kobe Público: 600 Árbitro(s): DOM Yuri R. Ramirez Ortiz KOR Joo-Hee Kang |

## Terceiro lugar
Resultados
| 14 de maio de 2017 12ː20 P2P3AQ | Eczacibaši VitrA | 2 — 3                         | Voléro Zurich | Green Arena Kobe Público: 1800 Árbitro(s): ITA Fabrizio Saltalippi JPN Shin Muranaka |
| 14 de maio de 2017 12ː20 P2P3AQ | 22 15 25 12      | Set 1 Set 2 Set 3 Set 4 Set 5 | 25 22 23 15   | Green Arena Kobe Público: 1800 Árbitro(s): ITA Fabrizio Saltalippi JPN Shin Muranaka |

## Final
Resultados
| 14 de maio de 2017 19ː10 P2P3AQ | VakıfBank | 3 — 0             | Rexona-Sesc Rio | Green Arena Kobe Público: 1000 Árbitro(s): CHN Jiang Liu EUA Patricia Rolf |
| 14 de maio de 2017 19ː10 P2P3AQ | 25        | Set 1 Set 2 Set 3 | 19 21           | Green Arena Kobe Público: 1000 Árbitro(s): CHN Jiang Liu EUA Patricia Rolf |